# 米村あきら
米村 あきら（よねむら あきら、1925年5月8日 - 2006年6月18日）は、石川県金沢市生まれ日本の翻訳家。武蔵野美術大学名誉教授。本名米村晢(よねむら あきら)、別名米村晰(よねむら あきら)。劇団四季創設メンバーの一人。
2006年6月18日に虚血性心疾患のため死去。享年81。

## 作品
- オルフェとユリディス（原作:ジャン・アヌイ）
- 野性の女（原作:ジャン・アヌイ）
- 孔雀館（原作:ジャン・アヌイ）
- 父親学校（原作:ジャン・アヌイ）
- オンディーヌ（原作:ジャン・ジロドゥ）
- 間奏曲（原作:ジャン・ジロドゥ）
- アンチゴーヌ（原作:ジャン・アヌイ）- 各・白水社「名作集」

訳書
- エドワード・D・イースティー『メソード演技』劇書房 1978、新版1995
- 『ジョルジュ・フェドー傑作集　耳に蚤　疑いのとりこ』劇書房 1980
- クライブ・バーカー『シアターゲーム　ゲームによる演技レッスン』内村世紀共訳、劇書房 1988
- リー・ストラスバーグ『メソードへの道』劇書房 1989